# Ван Ло
Ван Ло (Van Loo) е името на фамилия значими френски художници:
- Жан-Батист ван Ло (1684-1745)
- Шарл-Андре ван Ло (1705-1765), брат на Жан-Батист.
- Луи-Мишел ван Ло (1707-1771), син на Жан-Батист.
- Шарл-Амеде-Филип ван Ло (1719-1795), син на Жан-Батист.